# Vol Nürnberger Flugdienst 108
Le 8 février 1988, un Fairchild Metroliner III effectuant le vol Nürnberger Flugdienst 108, un vol régional régulier entre l'aéroport international de Hanovre-Langenhagen et l'aéroport international de Düsseldorf, s'est écrasé près d'Essen, en Allemagne, entraînant la mort des 21 occupants de l'appareil. Il s'agit de l'accident aérien le plus meurtrier impliquant un Fairchild Metroliner III.

## Accident
Le vol 108 a décollé de Hanovre à 7h15, et était en approche sur la piste 24 de l'aéroport de Düsseldorf à 7h50, pendant un violent orage. L'équipage est composé du commandant de bord Ralf Borsdorf, 36 ans, et de la copilote Sibylle Heilmann, 29 ans.
À 7h56, les deux enregistreurs de vol ont brusquement cessé d'enregistrer et l'avion a disparu des radars du contrôle aérien. Deux minutes plus tard, des morceaux du Metroliner III se sont écrasé près de Kettwig, à proximité de la Ruhr.

## Enquête
L'enquête a révélé que l'avion a été touché par la foudre lors de la phase d'approche, par temps orageux, vers l'aéroport de Düsseldorf, ce qui a perturbé l'ensemble des systèmes électriques, comprenant les instruments de vol de l'appareil. Les pilotes ont alors subi une désorientation spatiale et ont placé, par inadvertance, l'avion dans un descente irrécupérable, à grande vitesse.
Après avoir subi des problèmes de contrôle pendant près de deux minutes, l'un des volets de bord de fuite, qui ne pouvait pas être rentré faute d'alimentation électrique, s'est détaché de l'aile en raison des forces aérodynamiques subies par l'appareil, conduisant à une descente en spirale incontrôlable et à la désintégration de l'appareil en vol. En effet, des témoins au sol ont vu l'avion descendre dans les nuages, puis remonter brusquement et disparaître définitivement dans les nuages.